# The Twain Shall Meet
The Twain Shall Meet – album studyjny nagrany w 1967 r. przez grupę Eric Burdon and The Animals i wydany w tym samym roku.

## Historia i charakter albumu
Drugi album Erica Burdona z The Animals był drugim ich albumem, wydanym prawdopodobnie pod koniec 1967 r. w USA i w maju 1968 r. w Wielkiej Brytanii.
Zawiera dwa przebojowe single „Monterey” – będący refleksją na temat Festiwalu w Monterey – oraz „Sky Pilot” – antywojenny hymn grupy. Chociaż początkowo może się wydawać, iż utwór ten jest protestem przeciwko wojnie w Wietnamie, to dudy grające w jego fragmencie, pozwalają sądzić o kontekście bardziej brytyjskim, lub poprzez uogólnienie – o każdej wojnie.
Ogólnie album ten ma nastrój poważny, a nawet smutny.
Istnieją rozbieżności odnośnie do miesiąca wydania albumu w USA. Duża strona poświęcona dyskografii Erica Burdona podaje jako miesiąc wydania albumu – marzec 1967. Jednak utwór „Monterey” odwołuje się do festiwalu w Monterey, który odbył się w czerwcu. Płyta nie mogła się zatem ukazać w marcu 1967 r. Najwcześniej mógł to być sierpień 1967 r., ale zapewne album wyszedł później. Angielskojęzyczna Wikipedia podaje datę wydania na maj 1968 r.

## Muzycy
- Eric Burdon – wokal
- John Weider – gitara, gitara basowa
- Danny McCulloch – gitara, gitara basowa, wokal
- Vic Briggs – gitara, gitara basowa
- Barry Jenkins – perkusja

## Spis utworów
| 1. | Monterey              | 4:18  |
|    |                       |       |
| 2. | Just the Thought      | 3:47  |
|    |                       |       |
| 3. | Closer to the Truth   | 4:31  |
|    |                       |       |
| 4. | No Self Pity          | 4:50  |
|    |                       |       |
| 5. | Oranges and Red Beans | 3:45  |
|    |                       |       |
| 6. | Sky Pilot             | 7:27  |
|    |                       |       |
| 7. | We Love You Lil       | 6:48  |
|    |                       |       |
| 8. | All Is One            | 7:45  |
|    |                       |       |
|    |                       | 43:11 |
|    |                       |       |

## Opis płyty
- Producent – Tom Wilson
- Nagranie – 1967
- Inżynier – Ami Hadani
- Miksowanie – Gary Kellgren
- Wydanie – marzec 1967 USA; maj 1968 WB
- Czas – 41 min. 11 sek.
- Firma nagraniowa – MGM
- Numer katalogowy – SE 4537

Wznowienia
- Firma nagraniowa – One Way Records
- Data – 1994
- Numer katalogowy – OW 30336
- Firma nagraniowa – Repertoire
- Numer katalogowy – RPR 1022
- Data – 2004
- Bonusy:

1. Sky Pilot, Part 1 – (singel, wersja mono)
2. Sky Pilot, Part 2 – (singel, wersja mono)
3. Monterey – (singel, wersja stereo)
4. Anything – (singel, wersja mono)
5. It's All Met – (singel, wersja mono)

## Listy przebojów

### Album
| Rok  | Lista                    | Pozycja |
| ---- | ------------------------ | ------- |
| 1967 | Billboard. Albumy popowe | 79      |

### Single
| Rok  | Singel     | Lista                    | Pozycja |
| ---- | ---------- | ------------------------ | ------- |
| 1967 | „Monterey" | Billboard. Single popowe | 15      |

| Rok  | Singel                   | Lista                    | Pozycja |
| ---- | ------------------------ | ------------------------ | ------- |
| 1968 | „Sky Pilot” (PT 1, PT 2) | Billboard. Single popowe | 14      |